# Nielsen Pro Tennis Championships 2012
Il Nielsen Pro Tennis Championships 2012 è stato un torneo professionistico di tennis giocato sul cemento. È stata la 21ª edizione del torneo che fa parte dell'ATP Challenger Tour nell'ambito dell'ATP Challenger Tour 2012. Si è giocato Winnetka negli USA dal 2 all'8 luglio 2012.

## Partecipanti

### Teste di serie
| Nazionalità | Giocatore         | Ranking* | Testa di serie |
| ----------- | ----------------- | -------- | -------------- |
| Germania    | Benjamin Becker   | 124      | 1              |
| Stati Uniti | Ryan Sweeting     | 130      | 2              |
| Stati Uniti | Bobby Reynolds    | 132      | 3              |
| Svizzera    | Marco Chiudinelli | 134      | 4              |
| Sudafrica   | Rik De Voest      | 142      | 5              |
| Ucraina     | Serhij Bubka      | 167      | 6              |
| Lituania    | Ričardas Berankis | 169      | 7              |
| Thailandia  | Danai Udomchoke   | 171      | 8              |

- Ranking al 25 giugno 2012.

### Altri partecipanti
Giocatori che hanno ricevuto una wild card:
- Mitchell Frank
- Bradley Klahn
- Dennis Nevolo
- Blake Strode

Giocatori che hanno ricevuto un entry come alternate per il tabellone principale:
- Ričardas Berankis

Giocatori passati dalle qualificazioni:
- Jeff Dadamo
- Luka Gregorc
- Ante Pavić
- John-Patrick Smith

## Campioni

### Singolare
- John-Patrick Smith ha battuto in finale  Ričardas Berankis con il punteggio di 3–6, 6–3, 7–6(3)

### Doppio
- Devin Britton /  Jeff Dadamo hanno battuto in finale  John Peers /  John-Patrick Smith con il punteggio di 1–6, 6–2, [10–6]